# Schwundmindernde Antenne
Eine schwundmindernde Antenne ist eine Sendeantenne für Lang- und Mittelwelle, die das Gebiet des Nahschwundes möglichst weit weg vom Sendeort verlagert.
Dies lässt sich nicht durch eine große Sendeleistung erreichen − stattdessen muss eine Antenne eingesetzt werden, die die Steilstrahlung mit Erhebungswinkel über 50 Grad gegenüber der Horizontalen möglichst stark unterdrückt. Dadurch werden Interferenzen der an der Ionosphäre reflektierten Raumwelle mit der Bodenwelle vermieden.

## Vertikalstrahler

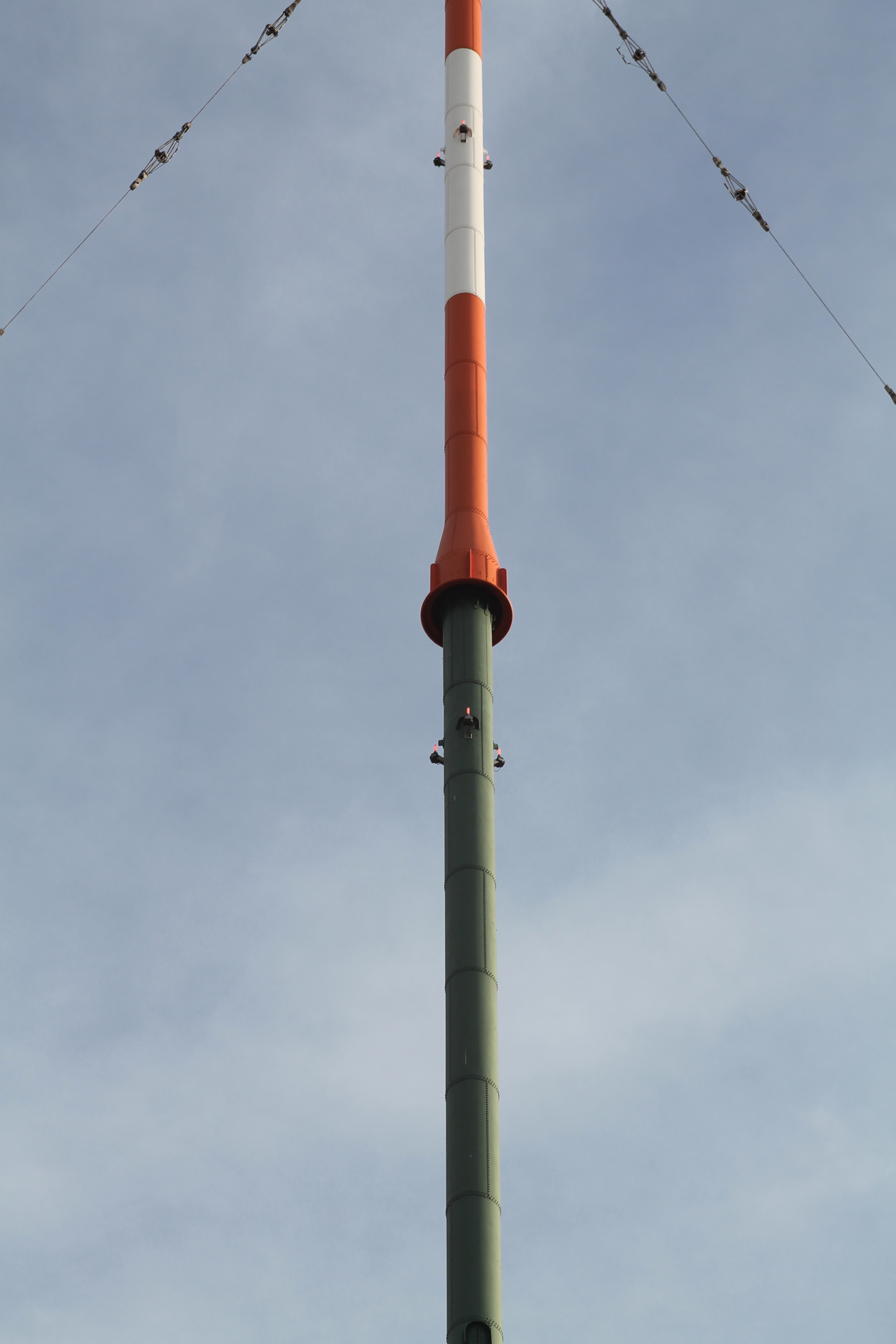
Trennisolator am früheren Mittelwellen-Sendemast des Rheinsenders (Wolfsheim)

Es kann ein selbststrahlender Sendemast verwendet werden, der mit einem Trennisolator elektrisch in zwei Teile unterteilt ist. Die Speisung des oberen Mastteils erfolgt über ein Kabel oder die Steigleiter, die beide im Innern des Mastes verlegt sind; alternativ können  außerhalb der Mastkonstruktion angebrachte Drähte verwendet werden. Die Mittelwellensender der Sendeanlage Mühlacker, Wolfsheim und der Rundfunksender Billwerder-Moorfleet verwenden derartige Antennen.
Es gibt auch schwundmindernde Sendemasten, bei denen der Mast mit zwei Trennisolatoren in drei Teile unterteilt ist, wie beim Sender Ismaning.
Da solche Trennisolatoren empfindlicher sind als die übrige Mastkonstruktion, sind größere horizontale Kräfte, die durch windbedingte Schwingungen hervorgerufen werden, nach Möglichkeit zu vermeiden. Hierfür wurden manche Sendemasten mit eingebauten Trennisolatoren mit zylindrischen Schwingungsdämpfern unmittelbar oberhalb der Trennisolatoren ausgerüstet. Diese Schwingungsdämpfer sehen wie zylindrische Verdickungen der Mastkonstruktion aus. Man findet solche Schwingungsdämpfer bei den Sendemasten in Ismaning, Wolfsheim und Hamburg.
Solche unterteilte Antennenmasten können elektrisch ihr Abstrahldiagramm verändern.
Eine weitere Möglichkeit ist die Verwendung einer solchen Länge des (ungeteilten) isoliert aufgestellten Mastes, die die Nebenkeule nach oben am besten unterdrückt. Dies ist eine Länge von etwas mehr als einer halben Wellenlänge {\displaystyle \lambda }, nämlich 0,528 {\displaystyle \lambda } (190°). Dabei sinkt zwar die horizontale Abstrahlung um etwa 1 dB, aber es werden die besten schwundmindernden Eigenschaften erreicht. Ein Beispiel für einen solchen Mast ist der Sender Wilsdruff mit einer Sendefrequenz von 1044 kHz und einer Höhe von 153 m.

## Alternativen

### Dipol
Alternativ können als schwundmindernde Antennen auch Dipole in einer gewissen Höhe über der Erdoberfläche verwendet werden.

### Kreisgruppenstrahler
Eine weitere Möglichkeit zur Realisierung einer schwundmindernden Antenne ist der Kreisgruppenstrahler. Hierfür werden mehrere selbststrahlende Sendemasten im Kreis angeordnet und gleichphasig gespeist. Mit solchen Anlagen können sehr flache Abstrahlcharakteristiken erreicht werden, sie sind aber wegen der erforderlichen Anzahl an Sendemasten sehr teuer. Eine solche Anlage verwendete der inzwischen stillgelegte Langwellensender Orlunda des Schwedischen Rundfunks.

### Steilstrahlantenne
Im Gegensatz zur hier beschriebenen, flach strahlenden schwundmindernden Antenne wird auch bei besonders steiler Abstrahlung Schwund verringert (siehe NVIS, Near Vertical Incidence Skywave). Es werden Steilstrahlantennen verwendet.